# 莲湖街道
莲湖街道是中华人民共和国河南省郑州市中原区下辖的一个街道办事处。

## 行政区划
莲湖街道下辖以下村级行政区划单位：
赵坡村、常庄村、刁沟村、赵仙垌村、址刘村和阳光花苑社区。